# Podtureň
Podtureň es un municipio del distrito de Liptovský Mikuláš en la región de Žilina, Eslovaquia, con una población estimada a final del año 2024 de 1055 habitantes.
Se encuentra ubicado al sureste de la región, cerca del curso alto del río Váh (cuenca hidrográfica del Danubio), de los montes Tatras y de la frontera con Polonia y las regiones de Prešov y Banská Bystrica.

## Demografía
| Año        | 1994 | 2004     | 2014     | 2024    |
| ---------- | ---- | -------- | -------- | ------- |
| Población  | 433  | 514      | 1014     | 1055    |
| Diferencia |      | +18,70 % | +97,27 % | +4,04 % |

| Año        | 2023 | 2024    |
| ---------- | ---- | ------- |
| Población  | 1063 | 1055    |
| Diferencia |      | −0,75 % |